# Пандан, Джейсон
Джейсон Куанг-Винь Пандан (фр. Jason Quang-Vinh Pendant; 9 февраля 1997, Сарсель, Франция) — французский футболист, защитник клуба «Кевийи Руан».
Джейсон родился в семье вьетнамки и француза. Он мог выступать за обе страны, но выбрал в итоге Францию.

## Клубная карьера
Пандан — воспитанник клубов «Сарсель» и «Сошо». 18 ноября 2016 года в матче против «Тур» он дебютировал в Лиге 2 в составе последнего. 20 июня 2017 года Пандан подписал свой первый профессиональный контракт с «Сошо». 23 января 2018 года в поединке Кубка Франции против «Коломье» Джейсон забил свой первый гол за «Сошо». Для получения игровой практики он чередовал выступления за основной состав с играми за дублёров.
10 марта 2020 года Пандан перешёл в клуб MLS «Нью-Йорк Ред Буллз». В американской лиге он дебютировал 11 июля в матче группового этапа Турнира MLS is Back против «Атланты Юнайтед».
12 июля 2022 года Пандан вернулся играть во Францию, перейдя в клуб Лиги 2 «Кевийи Руан».